# Dicerandra
Dicerandra  é um gênero botânico da família Lamiaceae

## Espécies
| - Dicerandra christmanii - Dicerandra cornutissima - Dicerandra densiflora - Dicerandra frutescens - Dicerandra immaculata | - Dicerandra linearifolia - Dicerandra linearis - Dicerandra odoratissima - Dicerandra radfordiana - Dicerandra thinicola |